# Daniel Arenas
Daniel Enrique Arenas Consuegra (Bucaramanga, 30 de março de 1979) ou mais conhecido como Daniel Arenas, é um ator colombiano-mexicano. 
Daniel começou a carreira de ator depois de participar do reality show Protagonistas de Novela em 2002 e chegou a ser finalista do mesmo. Ficou conhecido no Brasil por interpretar Otávio Narváez, protagonista na telenovela Coração Indomável, Paulo Martínez-Negrete, em A gata e Fernando Moreno em Teresa.

## Biografia
Daniel é o menor de seis irmãos, filho de um médico. Nos Estados Unidos estudou atuação.
Em 2002, participou da primeira temporada do reality show Protagonistas de Novelas  na Colômbia onde nunca esteve ameaçado por talento e ficou como finalista. Depois de sua participação conseguiu um papel protagonico na  telenovela Francisco el Matemático. Em 2003 Fez uma participação especial na telenovela Un ángel llamado Azul  da RCN. Em 2005 participou da telenovela Los Reyes, atuação que lhe concedeu uma indicação aos Prêmios India Catalina na categoria de ator coadjuvante favorito. Em 2002 apareceu na capa da revista colombiana TVyNovelas por ser o ator mais sexy do ano, em 2006 e 2008 voltou a aparecer na revista catalogado da mesma forma.
Participou da novela La sucursal del cielo  como um dos protagonistas, interpretando Samuel Lizcano, um piloto da força aérea. Fez parte da telenovela Nuevo rico, nuevo pobre do Canal Caracol interpretando Erwin Hoyos e em  2010 participou da telenovela Colombiana Doña Bella da RCN, interpretando Nicolás Ayala. 
Em 2010 obteve a cidadania mexicana e mudou-se para a Cidade do México e obteve um papel estrelar na telenovela mexicana Teresa interpretando Fernando Moreno, trabalhando ao lado de Angelique Boyer e Sebastián Rulli assim marcando sua estreia na Televisa.
Em 2011, participou do filme Poquita ropa de Ricardo Arjona.
Entre 2011 e 2012 participou como protagonista de Amorcito corazón, de Lucero Suárez onde trabalha junto com Elizabeth Álvarez, Diego Olivera, e África Zavala
Em 2012 retornou ao teatro musical se apresentando em "Hercules, el musical", onde deu vida a um herói da mitología grega ao lado de Violeta Isfel e Miguel Pizarro.
Em 2013, protagoniza a telenovela mexicana Coração Indomável produzida por Nathalie Lartilleux, onde atua ao lado de Ana Brenda Contreras.
Em  2014, protagoniza a telenovela mexicana La gata produzida por Nathalie Lartilleux, trabalhando ao lado de Maite Perroni
Em 2016, protagoniza a telenovela mexicana Despertar contigo, produzida por Pedro Damián , ao lado de Ela Velden e em 2017 protagoniza a telenovela Mi marido tiene familia, produção de Juan Osório na qual divide cena com Zuria Vega.
Namora a Daniela Álvarez

## Filmografia

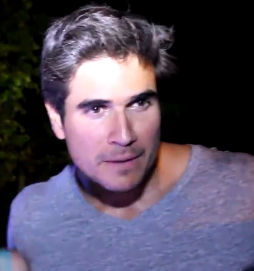
Daniel Arenas em uma entrevista.

### Televisão
| Ano       | Telenovela                | Personagem                                   |
| --------- | ------------------------- | -------------------------------------------- |
| 2021-2022 | S.O.S me estoy enamorando | Alberto Muñoz Cano                           |
| 2019-2020 | Médicos, línea de vida    | David Paredes                                |
| 2017-2019 | Mi marido tiene familia   | Robert Cooper / Juan Pablo Córcega Gómez     |
| 2016-2017 | Despertar contigo         | Pablo Herminio Leal Ventura                  |
| 2014      | La gata                   | Paulo Martínez-Negrete Alcocer               |
| 2013      | Corazón indomable         | Otávio Narváez Bravo                         |
| 2011-2012 | Amorcito corazón          | Willy "Willy Boy" Guillermo Pinzón Hernández |
| 2010      | Teresa                    | Fernando Moreno Guijarro                     |
| 2010      | Doña Bella                | Nicolás Ayala                                |
| 2008      | La sucursal del cielo     | Samuel Lizacano                              |
| 2007      | Nuevo rico, nuevo pobre   | Edwin Alfonso                                |
| 2005      | Los Reyes                 | Santiago Santi                               |
| 2003-2004 | Francisco, el matemático  | Hans Hakerman                                |
| 2002      | Protagonistas de Novela   | Ele Mesmo                                    |

### Filmes & Teatro
- Prax: un niño especial (2014)
- Que rico mambo (2012)
- Hercules, el musical (2012)
- ''Poquita ropa[4] (2011)
- Gaitan, el hombre a quien ame (2009)
- Tres (2009)
- Jesucristo Superestrella (2006)

## Prêmios e indicações
Prêmio de TVyNovelas ator mais sexy do ano de 2006
| Ano  | Prêmio            | Categoria                | Trabalho                    | Resultado |
| ---- | ----------------- | ------------------------ | --------------------------- | --------- |
| 2019 | TVyNovelas        | Melhor ator protagonista | Mi marido tiene más familia | Indicado  |
| 2018 | TVyNovelas        | Melhor ator protagonista | Mi marido tiene familia     | Indicado  |
| 2015 | TVyNovelas        | Melhor ator protagonista | La Gata                     | Indicado  |
| 2014 | TVyNovelas        | Melhor ator protagonista | Corazón indomable           | Indicado  |
| 2013 | People en Español | Melhor ator              | Corazón indomable           | Indicado  |
| 2013 | People en Español | Melhor par romântico     | Corazón indomable           | Indicado  |
| 2006 | India Catalina    | Melhor ator coadjuvante  | Los Reyes                   | Indicado  |

### Prêmios da Juventude
| Ano  | Categoria        | Trabalho Indicado | Resultado |
| ---- | ---------------- | ----------------- | --------- |
| 2014 | ¡Está buenísimo! | Corazón indomable | Indicado  |

### Organização Hispânica de Atores Latinos (HOLA)
| Ano  | Categoria                          | Indicado      | Resultado |
| ---- | ---------------------------------- | ------------- | --------- |
| 2014 | A la Excelencia en las Telenovelas | Daniel Arenas | Venceu    |